# IV. gimnazija u Zagrebu
IV. gimnazija u Zagrebu, javna je gimnazija jezičnoga usmjerenja. Nalazi se u Ulici Žarka Dolinara 9, u četvrti Kajzerica. U sklopu nastave postoji jezična gimnazija i dvojezična nastava na engleskom, njemačkom i francuskom jeziku. IV. gimnazija među deset je najboljih srednjih škola po rezultatima Državne mature u Republici Hrvatskoj. Školu je pohađao velik broj intelektualaca prepoznatih u javnosti, a može se pohvaliti i velikim brojem umjetnika (glumaca, pjevača, književnika i dr.). Dužnost ravnatelja obavlja Sonja Kamčev Bačani. 

## Povijest
Zagrebačka IV. gimnazija osnovana je 8. listopada 1934. godine. Prvi mjesec bila je u okviru I. gimnazije, ali se već sljedeći mjesec, 7. studenog osamostalila te počela djelovati pod službenim imenom "Državna IV. muška realna gimnazija u Zagrebu". Četvrta gimnazija počela s radom u prostorijama tada II. klasične gimnazije u Ulici Izidora Kršnjavoga (danas osnovna škola). Prvi od tadašnje kraljevske vlade postavljeni ravnatelj bio je dr. Dane Medaković. Ugledni sveučilišni nastavnici, znanstvenici, umjetnici pa i akademici započeli su svoju djelatnost kao profesori IV. gimnazije. U izvještaju za 1940. godinu u Četvrtoj gimnaziji radilo čak osam doktora znanosti. Godine 1943. gimnazija ponovno se seli, na Sveučilište. Završetkom II. svjetskog rata, IV. je gimnazija preseljena u zgradu realne gimnazije, u južno krilo (nasuprot hotelu Intercontinental). Godine 1947. Četvrta gimnazija seli na Rooseveltov trg i tamo djeluje do njezinog ukidanja 1977. kada ulazi u sastav Centra. Nakon prenamjene gimnazijske zgrade u Muzej Mimara, 1986. škola raseljava se na više mjesta po gradu, a uprava je bila u Varšavskoj ulici. Od školske godine 1953./54. prvi razred Četvrte gimnazije počinje nastavu s mješovitim razredima, pa je tako nakon dvadeset godina prestala djelovati kao isključivo muška gimnazija. Do tada je imala svake školske godine od 14 do 20 razreda. Školske godine 1990./1991. gimnazija postaje jezična. Gubitkom stare zgrade na Rooseveltovom trgu, Grad Zagreb obvezao se izgraditi novu školsku zgradu za potrebe I. i IV. gimnazije. To obećanje je izvršeno izgradnjom nove zgrade u Novom Zagrebu, u naselju Utrine. 2014. godine IV. gimnazija se preselila u zagrebačko naselje Kajzericu.

## Programi
| Nastavni predmet                              | Jezična gimnazija | Jezična gimnazija | Jezična gimnazija | Jezična gimnazija |
| Nastavni predmet                              | I.                | II.               | III.              | IV.               |
| --------------------------------------------- | ----------------- | ----------------- | ----------------- | ----------------- |
| Hrvatski jezik                                | 4                 | 4                 | 4                 | 4                 |
| 1. strani jezik                               | 4                 | 4                 | 4                 | 4                 |
| 2. strani jezik                               | 4                 | 3                 | 3                 | 3                 |
| Latinski jezik                                | 2                 | 2                 | -                 | -                 |
| Glazbena umjetnost                            | 1                 | 1                 | 1                 | 1                 |
| Likovna umjetnost                             | 1                 | 1                 | 1                 | 1                 |
| Psihologija                                   | -                 | -                 | 2                 | -                 |
| Logika                                        | -                 | -                 | 1                 | -                 |
| Filozofija                                    | -                 | -                 | -                 | 2                 |
| Sociologija                                   | -                 | -                 | 2                 | -                 |
| Povijest                                      | 2                 | 2                 | 2                 | 2                 |
| Zemljopis                                     | 2                 | 2                 | 1                 | 2                 |
| Matematika                                    | 3                 | 3                 | 3                 | 3                 |
| Fizika                                        | 2                 | 2                 | 2                 | 2                 |
| Kemija                                        | 2                 | 2                 | 2                 | 2                 |
| Biologija                                     | 2                 | 2                 | 2                 | 2                 |
| Informatika                                   | -                 | 2                 | -                 | -                 |
| Politika i gospodarstvo                       | -                 | -                 | -                 | 1                 |
| TZK                                           | 2                 | 2                 | 2                 | 2                 |
| Izborni predmet (vjeronauk ili etika)         | 1                 | 1                 | 1                 | 1                 |
| 3. strani jezik (ruski/španjolski/talijanski) | -                 | -                 | 2*                | 2*                |

## Poznati bivši učenici

### Glazba
- Krunoslav Cigoj
- Drago Diklić
- Josipa Lisac
- Zlatko Foglar

### Gluma
- Božidar Alić
- Jelena Veljača[6]
- Vanda Winter
- Daria Lorenci
- Antonija Stanišić
- Marina Redžepović
- Mirna Medaković Stepinac[7]
- Jelena Vukmirica
- Korana Ugrina

### Šport
- Marko Pjaca
- Filip Krovinović
- Zoran Čutura

### Znanost
- Zdravko Kurnik
- Mladen Klemenčić
- Franjo Janeš
- Jelena Spreicer

### Književnost
- Maša Kolanović[8]
- Pero Kvesić
- Maja Sačer
- Nino Škrabe

### Ostalo
- Vesna Mimica
- Branko Kincl
- Zlata Mück Sušec
- Morana Zibar
- Ermin Preljević[9]